# Фаулер, Роберт Меррик
Вице-адмирал Роберт Меррик Фаулер (англ. Robert Merrick Fowler, 1778, Хорнкасл, Линкольншир — 1850, Whitchurch-on-Thames, Оксфордшир) — офицер Королевского флота, известный своей службой в качестве заместителя Мэтью Флиндерса на HMS Investigator с 1801 по 1803 год и своим участием в битве при Пуло-Ауре в 1804 году.

## Карьера

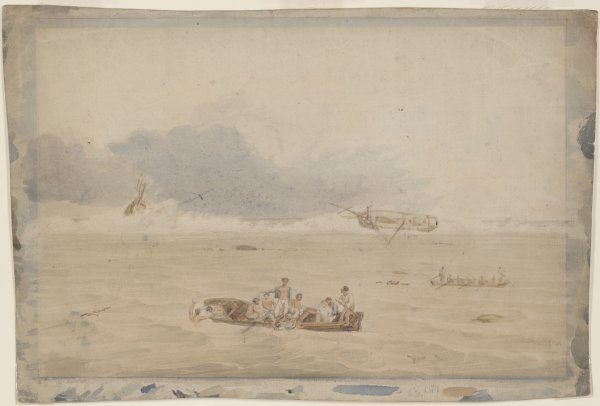
Крушение Porpoise, Уильям Вестолл, 1803, Национальная библиотека Австралии

Фаулер, родившийся в 1778 году в Хорнкасле, Линкольншир, Англия, присоединился к Королевскому флоту в мае 1793 года в качестве добровольца. Он служил гардемарином на «Ройял Уильям» и в феврале 1800 года получил звание лейтенанта.
Он был отправлен на HMS Xenophon (позже Investigator) в качестве первого лейтенанта и заместителя командира Флиндерса в 1801–1803 годах. Впоследствии он был назначен командиром HMS Porpoise, который потерпел крушение у берегов нынешнего Квинсленда во время обратного рейса в августе 1803 года. В 1804 году Фаулер был оправдан военным трибуналом за кораблекрушение.
В 1804 году Фаулер и другие выжившие с «Морской свиньи» присоединились к британскому флоту в Кантоне под командованием капитана Натаниэля Дэнса, направлявшегося в Соединённое Королевство. Фаулер отличился в битве при Пуло-Ауре в феврале 1804 года, когда численно превосходящая французская эскадра под командованием адмирала Линуа была побеждена у Пулау-Аур на территории современной Малайзии. В знак признания своего вклада Фаулер получил меч от Патриотического фонда Ллойда.
Фаулер в 1806 году был произведён в командиры и находился на действительной службе в родных водах и на Вест-Индской станции в 1805–1811 годах. В 1811 году произведён в пост-капитаны. Фаулер получил звание контр-адмирала в 1846 году и вице-адмирала в отставке в 1858 году.
Фаулер удалился в Уоллискот-хаус в Уитчерч-на-Темзе в Оксфордшире и умер в 1860 году. Его имя увековечено в названии следующих географических мест в Южной Австралии: Фаулерс-Бей и Пойнт-Фаулер.

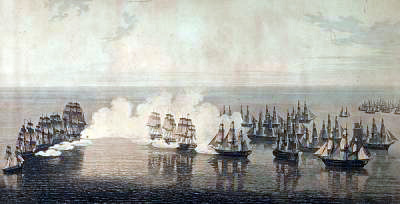
Бой Данса — малая группа больших кораблей слева вступает в бой с линией кораблей справа, которая защищает несколько меньших кораблей. Облака дыма висят над сражением, когда корабли стреляют из пушек.